# Daihinibaenetes
Daihinibaenetes is een geslacht van rechtvleugeligen uit de familie grottensprinkhanen (Rhaphidophoridae). De wetenschappelijke naam van dit geslacht is voor het eerst geldig gepubliceerd in 1962 door Tinkham.

## Soorten
Het geslacht Daihinibaenetes omvat de volgende soorten:
- Daihinibaenetes arizonensis Tinkham, 1947
- Daihinibaenetes giganteus Tinkham, 1962
- Daihinibaenetes tanneri Tinkham, 1962